# Esben Hansen
Esben Hansen (Nykøbing Falster, 10 augustus 1981) is een Deense profvoetballer. De aanvaller speelt sinds 2010 voor het eerste team van Lyngby BK.

## Clubcarrière
Hansen, meestal spelend als verdedigende middenvelder, begon zijn loopbaan in de jeugd van Boldklubben af 1921 in zijn geboortestad Nykøbing Falster. Later zou de naam van de club veranderd worden in Nykøbing Falster Alliancen. In 2002 nam Odense BK hem over van Nykøbing FA. Bij deze club kwam hij tot aan 2007 tot 172 wedstrijden, waarin hij zeven maal het doel trof.
In het seizoen 2007/08 vertrok Hansen naar het Duitse 1. FC Kaiserslautern. Daar tekende hij een contract voor drie jaar, maar al na een half jaar besloten beide partijen uit elkaar te gaan, waarna Hansen terugkeerde naar Odense BK. Nadat hij in 2010 niet meer nodig was bij Odense, vertrok hij naar Lyngby BK, waar hij nu nog steeds speelt.

## Interlandcarrière
In 2003 speelde Hansen twee keer mee met het Deense nationale elftal Onder-21. In 2007, vier jaar later, riep bondscoach Morten Olsen hem op voor de EK-kwalificatiewedstrijden tegen Zweden en Liechtenstein. Op 12 september 2007 maakte hij tegen Liechtenstein zijn debuut voor het nationale elftal. Hij speelde negentig minuten lang met rugnummer tien.